# بيرد لين
بيرد لين (بالإنجليزية: Byrd Lynn)‏ هو لاعب كرة قاعدة أمريكي، ولد في 13 مارس 1889 في Unionville, Massac County, Illinois ‏ في الولايات المتحدة، وتوفي في 5 فبراير 1940 في نابا في الولايات المتحدة.

## وصلات خارجية
- بيرد لين على موقعبيزبول رفرنس.كوم (الدوري الرئيسي) (الإنجليزية)
- بيرد لين على موقعبيزبول رفرنس.كوم (الدوري الثانوي) (الإنجليزية)